# Zdeněk Pupp
Zdeněk Pupp (28. října 1952 – 2005) byl český fotbalista, obránce. Byl ženatý a měl 2 děti.

## Fotbalová kariéra
V československé lize hrál za Škodu Plzeň. Nastoupil v 59 ligových utkáních a dal 2 ligové góly. Začínal v TJ Sokol Nespeky, v 17 letech přestoupil do Spartak BS Vlašim, za který v roce 1970 nastoupil v přátelském utkání proti československé reprezentaci připravující se na Mistrovství světa ve fotbale 1970 v Mexiku. V sezóne 1974/75 skončil s Vlašimí ve 2. lize na 3. místě. Do Plzně přestoupil koncem roku 1976 a hrál zde mj. s Janem Bergerem, Jiřím Sloupem a Josefem Čalounem. V roce 1982 ukončil ligovou kariéru pro četná zranění a vrátil se do TJ Sokol Nespeky.

## Ligová bilance
| Ročník                                   | Zápasy | Góly | Klub              |
| ---------------------------------------- | ------ | ---- | ----------------- |
| 2. československá fotbalová liga 1974/75 | -      | -    | Spartak BS Vlašim |
| 1. československá fotbalová liga 1977/78 | 18     | 1    | Škoda Plzeň       |
| 1. československá fotbalová liga 1978/79 | 27     | 1    | Škoda Plzeň       |
| 1. československá fotbalová liga 1979/80 | 14     | 0    | Škoda Plzeň       |
| CELKEM 1. liga                           | 59     | 2    |                   |